# Özgür Özvatan
Özgür Özvatan (* 3. März 1985 in Berlin) ist ein deutscher Sozialwissenschaftler, Autor und früherer Fußballspieler. Seit 2024 ist er Vizepräsident für Gesellschaftliche Verantwortung beim Berliner Fußball-Verband.

## Leben
Özvatan wuchs in West-Berlin auf und besitzt die deutsche und türkische Staatsbürgerschaft. Er ist verheiratet und Vater von zwei Kindern.

## Sportliche Laufbahn
Er begann das Fußballspielen beim SC Westend 01 und wechselte anschließend in die Jugendabteilung von Tennis Borussia Berlin und folgend von Hertha BSC. Zudem bestritt er zwei Länderspiele für die U15-Nationalmannschaft des DFB.
Mit dem Eintritt in den Herren-Bereich spielte er bis 2003 für die zweite Mannschaft von Hertha BSC in der damals viertklassigen Oberliga Nordost und wechselte in den darauffolgenden Jahren zu den Ligakonkurrenten Yeşilyurt, Berliner AK und der TSG Neustrelitz. Mit den Mecklenburgern gewann er zweimal den Landespokal und lief 2007 im DFB-Pokalspiel gegen den Karlsruher SC (0:2 n. V.) auf.
Nach einem Wechsel in die Türkei debütierte er am 31. August 2008 mit Fethiyespor im Profifußball der drittklassigen TFF 2. Lig, wobei er beim 3:1-Heimsieg über Marmaris Belediye GSK direkt ein Tor erzielte. Nach einer Saison, in der er 27 Spiele bestritt, wechselte er zu Denizli Belediyespor, lief dort jedoch nur in zwei Pokalspielen auf. Der Klub stieg am Ende der Spielzeit 2009/10 in die vierte Liga ab.
Zur Saison 2010/11 kehrte er zur TSG Neustrelitz zurück und schloss sich ein Jahr später dem BFC Dynamo an. 2011 bestritt er mit den Hohenschönhausenern u. a. das DFB-Pokalspiel gegen den 1. FC Kaiserslautern (0:3). Nach weiteren Oberliga-Stationen in Altlüdersdorf und Altglienicke spielte Özvatan nur noch auf Berliner Landesebene Fußball. Ab 2020 spielte er mit Hilalspor zwei Jahre in der Berlin-Liga, wobei beide Saisons auf Grund der Corona-Pandemie abgebrochen wurden.
Seit September 2024 ist er als Funktionär Vizepräsident für Gesellschaftliche Verantwortung beim Berliner Fußball-Verband engagiert. Er ist Mitglied bei Anadoluspor Berlin 1970.

## Erfolge
- Mecklenburg-Vorpommern-Pokalsieger: 2007, 2008 mit TSG Neustrelitz
- Berliner Meister: 2015 mit Tennis Borussia Berlin

## Werdegang
Özvatan studierte ab 2011 Sozialwissenschaften an der Humboldt-Universität zu Berlin und wurde 2020 mit summa cum laude an der dortigen Berlin Graduate School of Social Sciences bei Gökce Yurdakul promoviert. Seine Dissertation mit dem Titel From ethnonational to transnational homeland and back? Storytelling, boundaries and collective learning in the (un)making of Turkish-German belonging befasst sich mit den Veränderungen ethnonationaler und transnationaler Zugehörigkeit in Deutschland nach der Gründung und dem Aufstieg der Alternative für Deutschland (AfD).
Von 2020 bis Ende 2024 war er Abteilungsleiter am Berliner Institut für empirische Integrations- und Migrationsforschung (BIM) und leitete eine Nachwuchsgruppe zur Rolle eines „Deutschen Islam“ sowie ein Projekt zur Radikalisierung durch soziale Medien wie TikTok. Er war Gastwissenschaftler an der School of Social and Political Science der University of Melbourne, Gastprofessor am Institute for Islamic Studies der University of Toronto und vertretungsweise Professor für Diversity and Social Conflict am Institut für Sozialwissenschaften der HU Berlin.
Seit Dezember 2023 ist Özvatan mit der durch ihn gegründeten Transformakers Gesellschaft für Strategische Beratung mbH als Berater tätig, seit 2025 als hauptamtlicher Geschäftsführer. Im Rahmen des Bundestagswahlkampfes 2025 diskutierte Özvatan mit dem AfD-Vorsitzenden Tino Chrupalla bei Hart aber fair über dessen rassistisches Wahlprogramm und warf ihm die Schädigung der deutschen Wirtschaft vor.

## Podcasts
Özvatan ist Produzent und Moderator des Podcasts "Einmal Politik mit Alles", in dem er mit Gästen über Migrationspolitik diskutiert.
Ebenfalls ist er Produzent und Co-Host des Podcasts "Berlin.Ost.Migrantisch" mit Daniel Kubiak. Darin setzen sich Kubiak und Özvatan insbesondere mit den Herausforderungen der geteilten und wiedervereinten Stadt Berlin auseinander. In den Episoden ohne Gästen ordnen sie die politische Lage aus „ostmigrantischer Perspektive“ ein. Özvatan beschreibt unter anderem persönliche Erfahrungen rassistischer Diskriminierung im Spielbetrieb des NOFV und des DFB sowie während der Schulzeit. In den Folgen mit Gästen wird über deren ost- und westmigrantische Biografien mit Berlin-Bezug gesprochen.

## Bücher
- From ethnonational to transnational homeland and back? Storytelling, boundaries and collective learning in the (un)making of Turkish-German belonging (Dissertation). Berlin 2020.
- Jede Stimme zählt - Von Demokraten unterschätzt, von Populisten umworben: migrantische Deutsche als politische Kraft. Ch. Links Verlag, Berlin 2025, ISBN 978-3-96289-248-7.